# Rebutia brunnescens
Rebutia brunescens Rausch, 1972 es una especie de plantafanerógama de la familia Cactaceae. Actualmente es sinónimo de Aylostera pygmaea.

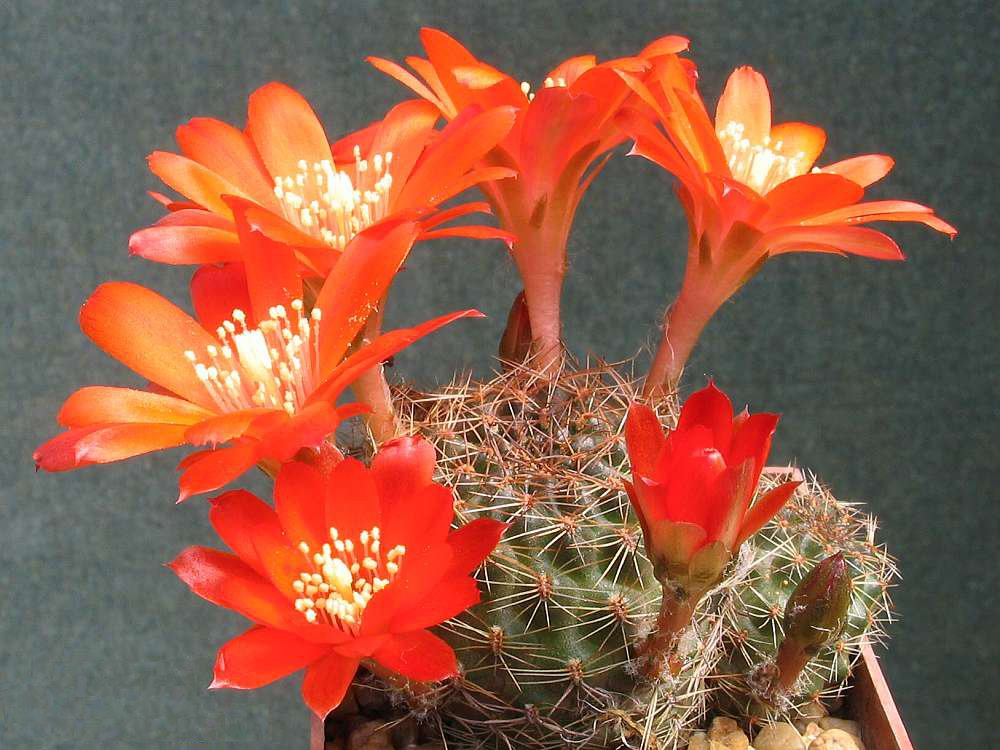
Flores

## Distribución
Es endémica de Chuquisaca en Bolivia. Es una especie común en lugares localizados.

## Descripción
Rebutia brunescens  crece de forma individual con tallos de color verde oscuro a marrón púrpura rosado. El cuerpo puede alcanzar un diámetro de hasta 5 centímetros.  Los 13 a 14 costillas están claramente divididos en jorobas redondeadas. Las areolas son ovales y de color marrón. Las espinas son de color marrón, conn su pico y la base ligeramente más oscuro.  Las hasta 2 espinas centrales, que también pueden estar ausentes, son de hasta 10 milímetros de largo. Los 11 a 13 espinas radiales están entrelazadas. Las flores son rojas y tienen una garganta blanquecina. Miden 4 centímetros de largo. Los frutos son esféricos y de color marrón.

## Taxonomía
Rebutia brunescens fue descrita por Walter Rausch  y publicado en Kakteen und Andere Sukkulenten 23(9): 235. 1972.
Etimología
Ver: Rebutia
brunnescens: epíteto latíno que significa "de color marrón" 